# Whitehouse (Teksas)
Whitehouse je grad u američkoj saveznoj državi Teksas. Prema popisu stanovništva iz 2010. u njemu je živjelo 7.660 stanovnika.